# Epectaptera metochria
Epectaptera metochria är en fjärilsart som beskrevs av Paul Dognin 1912. Epectaptera metochria ingår i släktet Epectaptera och familjen björnspinnare. Inga underarter finns listade i Catalogue of Life.